# Mark Teixeira
Mark Charles Teixeira (ur. 11 kwietnia 1980) – amerykański baseballista, który występował na pozycji pierwszobazowego.

## College
W czerwcu 1998 został wybrany w 9. rundzie draftu przez Boston Red Sox, jednak nie podpisał z tym klubem kontraktu, gdyż zdecydował się podjąć studia w Georgia Institute of Technology, gdzie w latach 1998–2001 grał w drużynie uniwersyteckiej Georgia Tech Yellow Jackets. W 2000 otrzymał nagrodę Dick Howser Trophy dla najlepszego baseballisty w NCAA.

## Texas Rangers
W czerwcu 2001 został wybrany w pierwszej rundzie draftu przez Texas Rangers i początkowo grał w klubach farmerskich tego zespołu, między innymi w Tulsa Drillers, reprezentującym poziom Double-A.
W Major League Baseball zadebiutował 1 kwietnia 2003 w meczu przeciwko Anaheim Angels jako designated hitter. Dziewięć dni później w spotkaniu z Oakland Athletics zdobył pierwszego home runa w MLB. W debiutanckim sezonie w głosowaniu do nagrody American League Rookie of the Year Award zajął 5. miejsce. 17 sierpnia 2004 w meczu z Cleveland Indians zaliczył cycle jako drugi zawodnik w historii klubu. W sezonie 2004 po raz pierwszy otrzymał Silver Slugger Award, zaś rok później po raz pierwszy zagrał w Meczu Gwiazd, otrzymując najwięcej głosów od kibiców spośród pierwszobazowych.
W 2006 był w składzie reprezentacji Stanów Zjednoczonych na turnieju World Baseball Classic. W czerwcu 2007 ustanowił rekord klubowy występując w 507 meczach z rzędu.

## Atlanta Braves

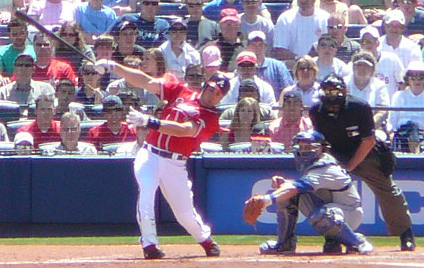
Mark Teixeira jako zawodnik Atlanta Braves.

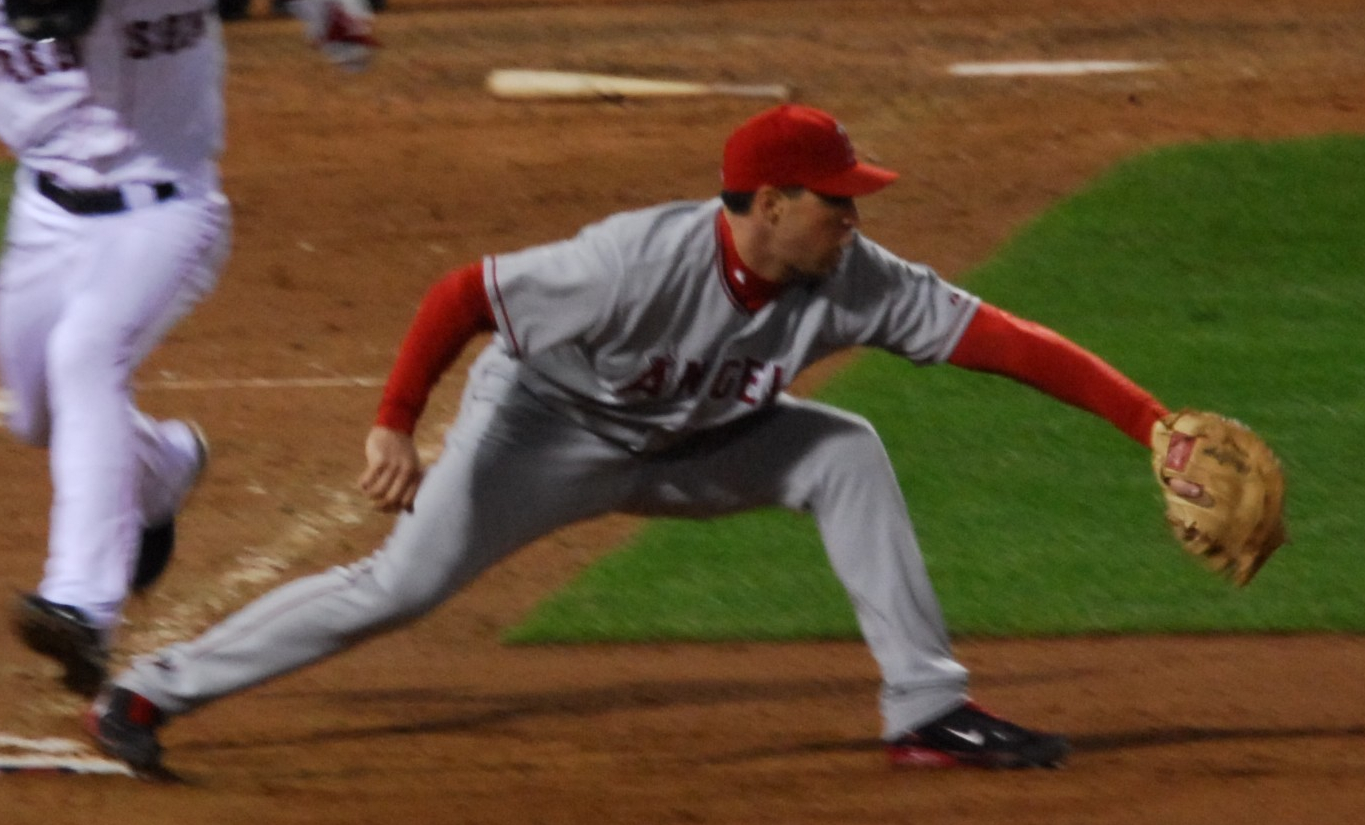
Mark Teixeira na pierwszej bazie podczas gry w Los Angeles Angels of Anaheim.

1 sierpnia 2007 przeszedł do Atlanta Braves odrzucając propozycję nowego, ośmioletniego kontraktu wartego 140 milionów dolarów złożoną przez Texas Rangers. Tego samego dnia zadebiutował w barwach nowego zespołu w meczu przeciwko Houston Astros, w którym zdobył trzypunktowego home runa i zaliczył cztery RBI. 22 sierpnia 2007 w spotkaniu z Milwaukee Brewers w drugiej połowie jedenastej zmiany zaliczył dające zwycięstwo RBI single.

## Los Angeles Angels of Anaheim
W sierpniu 2008 w ramach wymiany zawodników przeszedł do Los Angeles Angels of Anaheim. W tym samym roku po raz pierwszy w karierze zagrał w postseason. Angels przegrali w American League Division Series z Boston Red Sox.

## New York Yankees
W styczniu 2009 podpisał jako wolny agent ośmioletni kontrakt wart 180 milionów dolarów z New York Yankees. W tym samym roku po raz drugi w karierze zagrał w All-Star Game, zdobył najwięcej (wraz z Carlosem Penią) home runów w American League (39), zaliczył najwięcej RBI (122) i wystąpił we wszystkich meczach World Series, w których Yankees pokonali Philadelphia Phillies 4–2. Ponadto został nagrodzony spośród pierwszobazowych w American League otrzymując Złotą Rękawicę i Silver Slugger Award, a w głosowaniu na najbardziej wartościowego zawodnika sezonu zasadniczego zajął 2. miejsce za Joe Mauerem z Minnesota Twins.
8 maja 2010 został drugim zawodnikiem w historii klubu (obok Lou Gehriga), który zdobył trzy home runy w meczu przeciwko Boston Red Sox. W marcu 2013 podczas zgrupowania kadry przed turniejem World Baseball Classic, odniósł kontuzję przedramienia. W sezonie 2013 wystąpił w zaledwie 15 meczach. W 2016 zakończył karierę zawodniczą.

## Nagrody i wyróżnienia
| Nagroda/wyróżnienie      | Lata                         | Źródło |
| 3× All-Star              | 2005, 2009, 2015             | [ 1 ]  |
| 5× Gold Glove Award      | 2005, 2006, 2009, 2010, 2012 | [ 1 ]  |
| 3× Silver Slugger Award  | 2004, 2005, 2009             | [ 1 ]  |
| Zwycięzca w World Series | 2009                         | [ 14 ] |